# Mesochorus nepalensis
Mesochorus nepalensis là một loài tò vò trong họ Ichneumonidae.